# Lady A
Lady A, anciennement Lady Antebellum, est un groupe de country pop américain formé depuis 2006. 
Il est composé de Hillary Scott (chanteuse et choriste), Charles Kelley (chanteur et choriste) et Dave Haywood (choriste, guitariste, pianiste, mandoline).

## Histoire
Lady Antebellum se forme en 2006 à Nashville, Tennessee par Charles Kelley, Dave Haywood et Hillary Scott. Hillary Scott est la fille de la chanteuse de musique country Linda Davis, et Charles Kelley le frère de la star de la pop Josh Kelley.
Charles, originaire de Winston-Salem, en Caroline du Nord s'installa à Nashville en 2005. Tentant de commencer sa carrière solo, il convainc son ami d'enfance Haywood de le rejoindre à Nashville en 2006 pour écrire des chansons ensemble. Peu après, Charles prend contact avec Hillary Scott après avoir découvert sa page Myspace puis ils commencent ensemble à parler dans des clubs de musique de Nashville. Ils décideront finalement avec Haywood de créer ensemble le groupe Lady Antebellum. Le trio commença à se produire avant de signer en juillet 2007 chez Capitol Records.

### Premier album:Lady Antebellum
Peu après que le trio a signé chez leur label, l'artiste Jim Brickman les choisit pour chanter dans son single Never Alone qui se classera à la 14e place du classement Billboard adult contemporary. Courant 2007, Lady Antebellum écrit une chanson pour la série de télé réalité diffusée sur MTV Laguna Beach : The Hills.
Leur single Love Don't Live Here sort en septembre 2007 et est le premier extrait de leur premier album Lady Antebellum sorti le 15 avril 2008, produit par Paul Worley et Victoria Shaw.
Un second single, Lookin' for a Good Time, est présenté en juin 2008 prenant la 11e place en décembre. De plus, le groupe se produit en première partie de la tournée Waking Up Laughing Tour de la chanteuse Martina McBride. Leur troisième single officiel, I Run to You sort en janvier 2009 et deviendra leur premier numéro 1.
Le 7 octobre 2009, l'album sera certifié disque de platine par le RIAA aux États-Unis.
Dave et Charles sont également cocompositeurs du single Do I de Luke Bryan et participeront aux chœurs de la chanson. Cette chanson est le premier single du second album de Bryan Doin' My Thing sorti le 6 octobre 2009.

### Second album:Need You Now

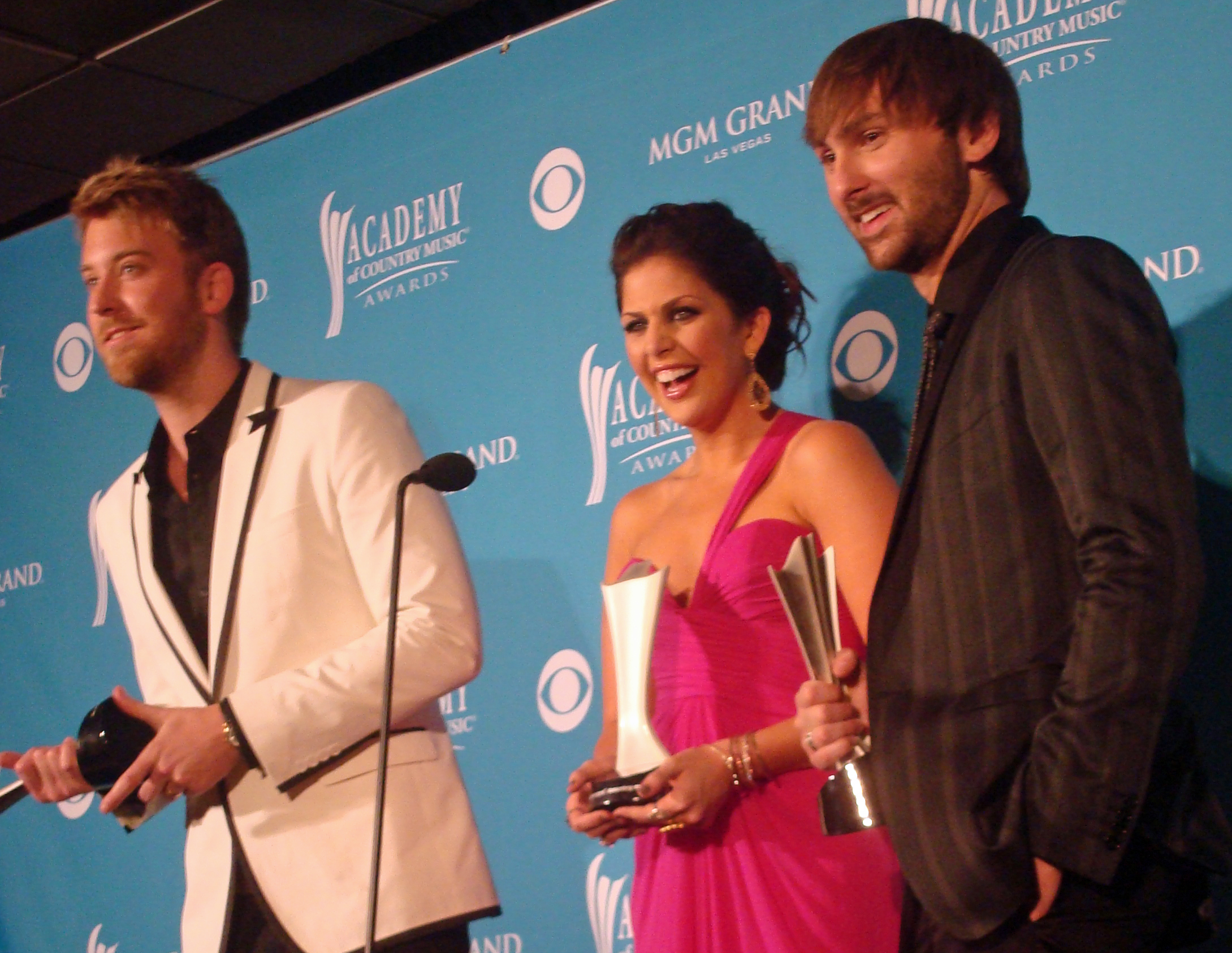
Lady Antebellum en 2010.

En août 2009, le groupe sort son quatrième single Need You Now  aux États-Unis, premier extrait de leur deuxième album homonyme. Le titre devient leur second numéro 1 des classements américains pendant la semaine du 28 novembre 2009. L'album quant à lui est sorti le 26 janvier 2010 aux États-Unis.
Le second single de cet album American Honey a été diffusé à la radio pour la première fois le 11 janvier 2010.
La version internationale de l'album est disponible en France en téléchargement dès le mois de mai 2010. L’album est sorti officiellement en CD le 5 juillet 2010 avec une meilleure position No 19 du Top albums France.
Need You Now apparait aussi sur la bande originale des Sims 3 : Ambitions. Le second single européen I Run to You sort au mois d'août.

### Own the NightetOn This Winter's Night
La semaine du 9 janvier 2011, le groupe est retourné en studio pour commencer l'enregistrement de son troisième album studio. Dans une interview accordée à Entertainment Weekly , Charles Kelley a déclaré: "En fait, nous avons juste décidé de prendre deux mois et demi de suite en studio pour créer cette chose et ne pas avoir toute cette distraction. Espérons que ce sera une bonne chose". 
Le 2 mai 2011, le groupe a publié le premier single de leur album, intitulé Just a Kiss. Le 5 mai 2011, le groupe a interprété le single sur scène lors du spectacle de résultats d'American Idol. Ce fut un succès commercial et critique. Il a fait ses débuts et a atteint le numéro 7 du Billboard Hot 100, ce qui en fait leur meilleur début. Il a également dominé le Billboard Hot Country Songs, ce qui en fait le cinquième numéro un des charts. Le 7 juin 2011, ils ont annoncé le titre de troisième album, appelé Own the Night, il est sorti le 13 septembre 2011. 
Lady Antebellum a sorti son premier album de Noël, On This Winter's Night le 22 octobre 2012.

### Golden,747et interruption

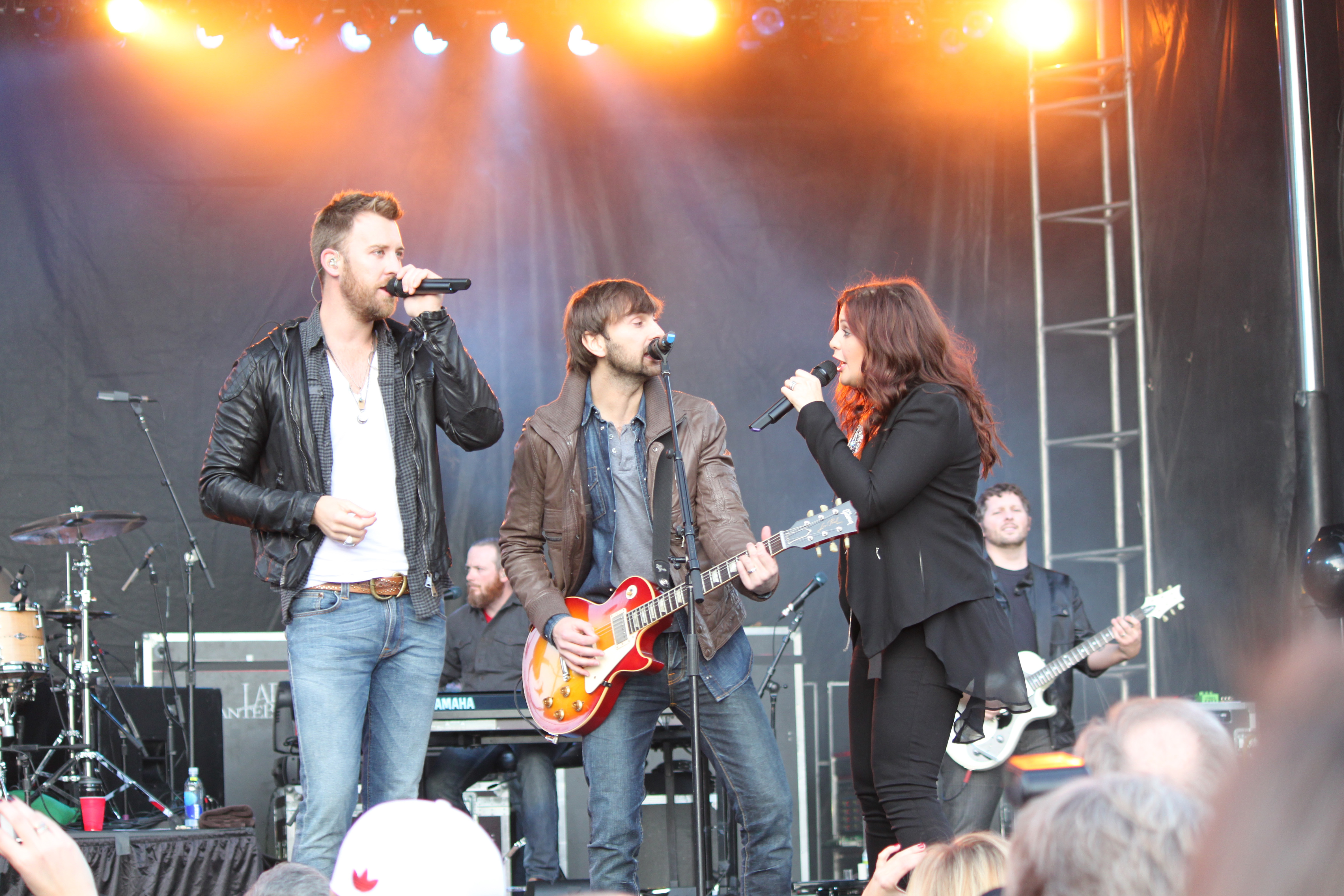
Lady Antebellum sur scène en 2012.

Le 22 janvier 2013, Downtown, le premier extrait d'un nouvel album, est sorti sur les ondes radio. Il a été mis à disposition sur iTunes à partir du 5 février 2013 et a atteint la première place du classement de Country Airplay en avril 2013. Le nouvel album Golden est sorti le 7 mai 2013. Le deuxième single de l'album, Goodbye Town a été diffusé à la radio le 13 mai 2013 et a culminé au 11e rang du classement Country Airplay. Le troisième single Compass, est sorti sur iTunes Store le 1er octobre 2013 et a atteint la première place du classement de Country Airplay en mars 2014. Il s'agit de l'un des nouveaux enregistrements présentés dans la réédition de l'édition de luxe de Golden, sortie le 12 novembre 2013.
Bartender est sorti sur la radio country le 12 mai 2014, en tant que single principal du sixième album studio du groupe, et a été mis en ligne le 19 mai. En juillet 2014, le nom de l'album 747 a été confirmé et la liste des pistes a été confirmée. Bartender est devenu le neuvième numéro 1 du groupe dans les charts Country Airplay en 2014, avec Freestyle comme deuxième single. Le troisième single Long Stretch of Love est sorti le 7 février 2015 au Royaume-Uni et le 23 mars sur la radio country américaine.
Ils ont chanté deux chansons, I Did With You et Falling For You, pour le film Une seconde chance.
En octobre 2015, alors qu'il apparaissait sur Good Morning America, le groupe a annoncé qu'il prendrait un peu de temps une fois leur tournée Wheels Up terminée. Pendant leurs pauses, Charles Kelley a travaillé sur sa carrière solo. Il a déclaré que Lady Antebellum était sa priorité, mais souhaitait essayer de travailler seul. Le 28 septembre 2015, il a publié son premier single intitulé The Driver qui met en vedette Dierks Bentley et Eric Paslay. Le 12 octobre 2015, Charles Kelley a annoncé les dates de sa tournée solo. Hillary Scott a annoncé qu'elle et sa famille (sa mère, son père et sa sœur) travailleraient sur un album gospel intitulé Love Remains, publié le 29 juillet.
En 2016, Lady Antebellum a été sélectionnée comme l'une des 30 artistes à se produire sur Forever Country, un morceau composé de Take Me Home, Country Roads, On the Road Again et I Will Always Love You, qui célèbre les 50 ans des Country Music Association Awards. 

### Heart Breaket changement de label

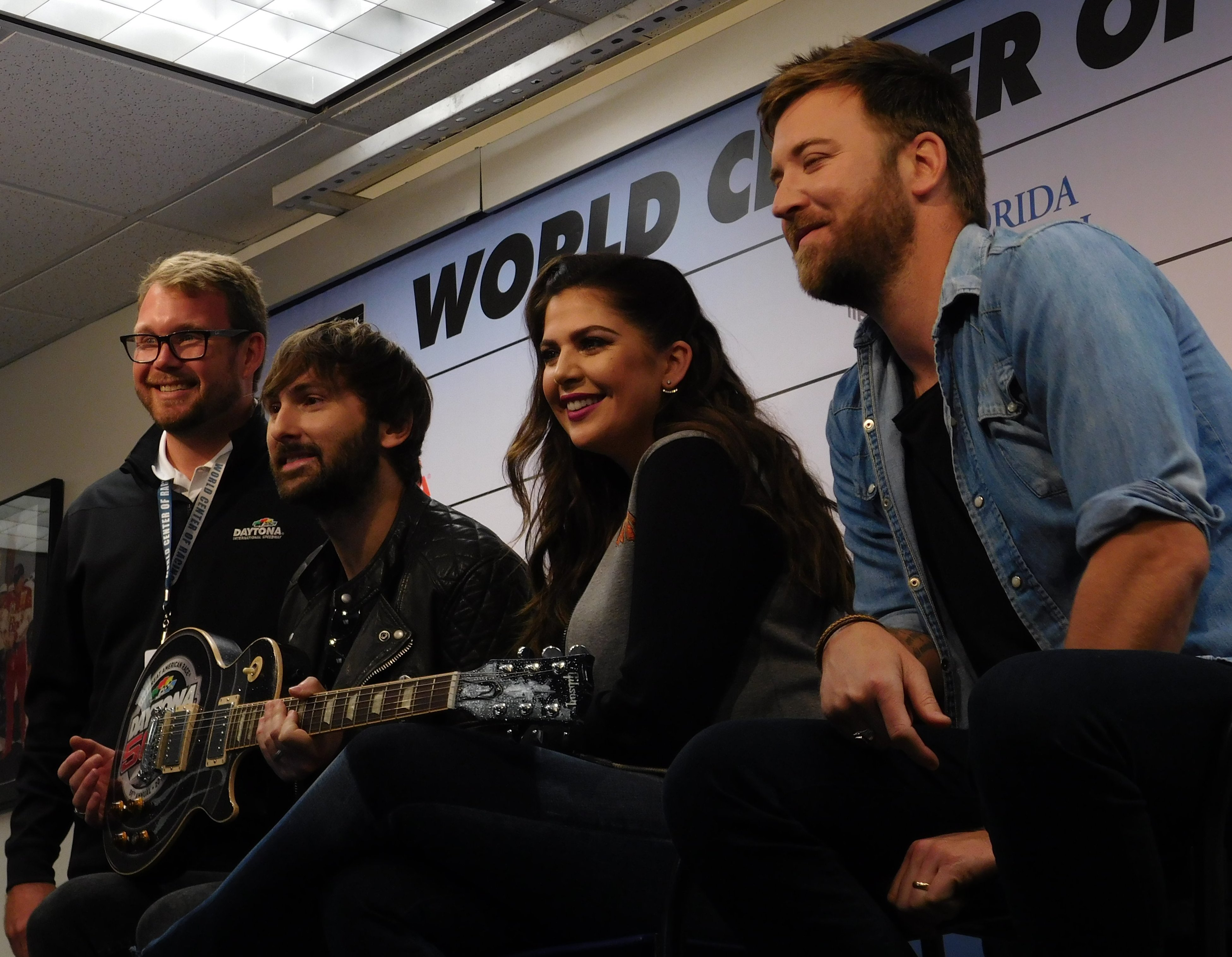
Le groupe en 2017.

Le 19 janvier 2017, ils sortent You Look Good en tant que premier single de leur septième album studio, Heart Break. Il est sorti le 9 juin 2017 et est ensuite promu par le You Look Good World Tour, qui a débuté le 26 mai et s'est terminé le 15 octobre 2017. La chanson titre a été publiée comme deuxième single le 25 septembre 2017. Heart Break est nommé pour le meilleur album country et "You Look Good" pour le meilleur groupe de country lors de la 60e cérémonie des Grammy Awards. Le groupe a co-animé la tournée Summer Plays On Tour avec Darius Rucker à partir de la mi-2018.
En août 2018, Lady Antebellum a mis fin à son contrat d'enregistrement avec Capitol Nashville et a signé avec Big Machine Records.

### Résidence à Las Vegas, nouveaux singles et Ocean
Le 24 octobre 2018, le groupe a annoncé qu'il serait en tête d'affiche d'une résidence au Pearl Concert Theatre du Palms Casino Resort à Las Vegas en 2019. 
En mars 2019, le groupe était à l'honneur pour la deuxième fois au festival C2C: Country to Country à Londres et à Dublin (après 2015) et pour la première fois à Glasgow. Lors de l'émission de Londres du 9 mars, ils ont annoncé qu'ils travaillaient sur une nouvelle musique et interprété deux nouvelles chansons, What If I I Get Over Over You et Be Patient With My Love.
Leur premier single, What If I Never Get Over You, est sorti le 17 mai 2019, avec le clip vidéo. Leur deuxième single, Pictures, est sorti le 9 août 2019. Leur huitième album studio Ocean sortira le 15 novembre 2019. Le 20 septembre 2019, ils ont publié le titre Boots. La chanson What I'm Leaving For a également été publiée avant l'album le 25 octobre 2019. L'album comportera une collaboration avec Little Big Town.

### Changement de nom
Le nom "Lady Antebellum" est une référence à l'Antebellum South, nom donné à une vision nostalgique du Sud américain d'avant la guerre civile et l'abolition de l'esclavage, le Sud des plantations. Si le groupe ne nie pas l'étymologie du nom, il plaide l'ignorance de la glorification de l'époque esclavagiste qu'il implique,. Le 11 juin 2020, dans le contexte des manifestations de protestation suivant la mort de George Floyd, le groupe annonce renoncer à ce nom, et se nommer désormais "Lady A".

## Récompenses et nominations
Lady A a été récompensé dans la catégorie Meilleur nouveau duo ou groupe en 2009 par l'Academy of Country Music et comme Meilleur révélation de l'année 2008 par la Country Music Association. Ils furent nommés pour deux Grammy Awards lors de la 51e cérémonie puis à nouveau deux l'année suivante à la même cérémonie. En novembre 2009, le groupe remporta le titre de Meilleur single de l'année (I Run to You) et Groupe musical de l'année lors de la cérémonie annuelle de la Country Music Association.
En 2010, est nommé aux Grammy awards pour la chanson I Run to you et en tant que meilleure performance de groupe. Il remporterons le prix dans cette deuxième catégorie.
En 2011, ils remportent aux 53e Grammy Awards, le prix du meilleur album country (Need You Now), ainsi que celui de la chanson de l'année avec le titre Need You Now.
| Année | Prix                             | Catégorie                                                           | Résultat   |
| ----- | -------------------------------- | ------------------------------------------------------------------- | ---------- |
| 2008  | Academy of Country Music         | Meilleur nouveau duo ou groupe                                      | Lauréat    |
| 2008  | Country Music Association Awards | Meilleurs nouveaux artistes de l'année                              | Lauréat    |
| 2009  | CMT Music Awards                 | Clip vidéo de l'année — Lookin' for a Good Time                     | Nomination |
| 2009  | CMT Music Awards                 | Meilleur clip vidéo d'un groupe — Lookin' for a Good Time           | Nomination |
| 2009  | CMT Music Awards                 | USA Weekend Breakthrough Video de l'année — Lookin' for a Good Time | Nomination |
| 2009  | Grammy Awards                    | Meilleurs nouveaux artistes                                         | Nomination |
| 2009  | Grammy Awards                    | Meilleure performance country par un duo ou un groupe               | Nomination |
| 2009  | Country Music Association Awards | Single de l'année— I Run to You                                     | Lauréat    |
| 2009  | Country Music Association Awards | Groupe de l'année                                                   | Lauréat    |
| 2010  | Grammy Awards                    | Meilleure chanson country — I Run to You                            | Nomination |
| 2010  | Grammy Awards                    | Meilleure performance de groupe — I Run to You                      | Lauréat    |
| 2010  | Academy of Country Music         | Groupe de l'année                                                   | Lauréat    |
| 2010  | Academy of Country Music         | Album de l'année — Lady Antebellum                                  | Nomination |
| 2010  | Academy of Country Music         | Single de l'année — Need You Now                                    | Lauréat    |
| 2010  | Academy of Country Music         | Chanson de l'année — Need You Now                                   | Lauréat    |
| 2010  | Academy of Country Music         | Clip vidéo de l'année — Need You Now                                | Nomination |
| 2010  | CMT Music Awards                 | Meilleur clip vidéo d'un groupe — Need You Now                      | Lauréat    |
| 2010  | CMT Music Awards                 | Clip vidéo de l'année — Need You Now                                | Nomination |
| 2010  | CMT Music Awards                 | Meilleur clip vidéo d'un groupe — American Honey                    | Nomination |
| 2010  | CMT Music Awards                 | CMT Performance de l'année — Lookin' for a Good Time                | Nomination |
| 2010  | Teen Choice Awards               | Album country — Need You Now                                        | Nomination |
| 2010  | Teen Choice Awards               | Single country — Need You Now                                       | Nomination |
| 2010  | Teen Choice Awards               | Groupe country — Lady Antebellum                                    | Lauréat    |
| 2010  | Country Music Association Awards | Artiste de l'année                                                  | Nomination |
| 2010  | Country Music Association Awards | Groupe de l'année                                                   | Lauréat    |
| 2010  | Country Music Association Awards | Single de l'année — Need You Now                                    | Lauréat    |
| 2010  | Country Music Association Awards | Album de l'année — Need You Now                                     | Nomination |
| 2010  | Country Music Association Awards | Clip vidéo de l'année — Need You Now                                | Nomination |
| 2010  | American Country Awards          | Artiste de l'année                                                  | Nomination |
| 2010  | American Country Awards          | Groupe de l'année                                                   | Lauréat    |
| 2010  | American Country Awards          | Album de l'année — Need You Now                                     | Nomination |
| 2010  | American Country Awards          | Single de l'année — Need You Now                                    | Lauréat    |
| 2010  | American Country Awards          | Meilleur single d'un groupe — Need You Now                          | Lauréat    |
| 2010  | American Country Awards          | Clip vidéo de l'année — Need You Now                                | Nomination |
| 2010  | American Country Awards          | Meilleur clip vidéo d'un groupe — Need You Now                      | Lauréat    |

## Discographie

### Albums

#### Albums studio
| Titre                            | Détails                                                                                           | Classements positions | Classements positions | Classements positions | Classements positions | Classements positions | Classements positions | Classements positions | Classements positions | Classements positions | Classements positions | Classements positions | Ventes                                                    | Certifications                                                   |
| Titre                            | Détails                                                                                           | US Country            | US                    | AUS                   | CAN                   | IRE                   | NL                    | NZ                    | SWE                   | SWI                   | UK                    | FRA                   | Ventes                                                    | Certifications                                                   |
| -------------------------------- | ------------------------------------------------------------------------------------------------- | --------------------- | --------------------- | --------------------- | --------------------- | --------------------- | --------------------- | --------------------- | --------------------- | --------------------- | --------------------- | --------------------- | --------------------------------------------------------- | ---------------------------------------------------------------- |
| Lady Antebellum                  | - Date de sortie : 15 avril 2008 - Label : Capitol Nashville - Formats : CD, téléchargement       | 1                     | 4                     | —                     | —                     | —                     | —                     | —                     | —                     | —                     | 191                   | —                     | - US: 2,100,000                                           | - CAN: Platine - US: 2 × Platine                                 |
| Need You Now                     | - Date de sortie : 26 janvier 2010 - Label : Capitol Nashville - Formats : CD, téléchargement     | 1                     | 1                     | 5                     | 1                     | 11                    | 4                     | 1                     | 21                    | 10                    | 8                     | 19                    | - US: 4,000,000 - UK: 323,431 - CAN: 283,629              | - AUS: Or - CAN: 3 × Platine - NZ: Or - UK: Or - US: 4 × Platine |
| Own the Night                    | - Date de sortie : 13 septembre 2011 - Label : Capitol Nashville - Formats : CD, téléchargement   | 1                     | 1                     | 5                     | 1                     | 18                    | 25                    | 2                     | 39                    | 8                     | 4                     | 69                    | - US: 1,900,000                                           | - AUS: Platine - CAN: Platine - UK: Or - US: Platine             |
| Golden                           | - Date de sortie : 6 mai 2013 - Label : Capitol Nashville - Formats : CD, téléchargement          | 1                     | 1                     | 8                     | 2                     | 10                    | 76                    | 26                    | —                     | 14                    | 7                     | —                     | - US: 750,000                                             | - US: Or - CAN: Or                                               |
| 747                              | - Date de sortie : 30 septembre 2014 - Label : Capitol Nashville - Formats : CD                   | 2                     | 2                     | 4                     | 3                     | 21                    | 78                    | 22                    | 24                    | 1                     | 12                    | —                     | - US: 285,900                                             | * MC: Or                                                         |
| Heart Break                      | - Date de sortie : 9 juin 2017 - Label : Capitol Nashville - Formats : CD, téléchargement, vinyle | 1                     | 4                     | 6                     | 6                     | 44                    | 64                    | —                     | 18                    | 2                     | 14                    | —                     | - US: 175,900                                             |                                                                  |
| Ocean                            | - Date de sortie : 15 novembre 2019 - Label : BMLG Records - Formats: CD, téléchargement, vinyle  | 2                     | 11                    | 7                     | 17                    | —                     | —                     | —                     | —                     | 24                    | 29                    | —                     | - US: 62,400 (ventes) - US: 172,000 (consommation totale) |                                                                  |
| What a Song Can Do (Chapter One) | - Date de sortie : 25 juin 2021 - Label : BMLG - Formats : téléchargement, streaming              | —                     | —                     | 97                    | —                     | —                     | —                     | —                     | —                     | —                     | —                     |                       |                                                           |                                                                  |

#### EPs
| Année | Détails                                                                               | Classements positions | Classements positions | Classements positions |
| Année | Détails                                                                               | É-U Country           | É-U                   | CAN Country           |
| ----- | ------------------------------------------------------------------------------------- | --------------------- | --------------------- | --------------------- |
| 2010  | iTunes Session (EP) - Date of sortie: 17 août 2010 - Label: Capitol Nashville         | 3                     | 17                    | 10                    |
| 2010  | A Merry Little Christmas - Date of sortie: 12 octobre 2010 - Label: Capitol Nashville | 4                     | 12                    |                       |

### Singles
| 2007                                          | Love Don't Live Here         | 3  | 53 | —  | —  | 5  | 69 | —  | — | —   | — | —  | - É-U: Or                                 | Lady Antebellum           |
| 2008                                          | Lookin' for a Good Time      | 11 | 67 | —  | —  | 18 | —  | —  | — | —   | — | —  |                                           | Lady Antebellum           |
| 2009/10                                       | I Run to You                 | 1  | 27 | 14 | 15 | 1  | 54 | —  | — | 118 | — | —  | - É-U: Platine                            | Lady Antebellum           |
| 2009/10                                       | Need You Now                 | 1  | 2  | 1  | 1  | 1  | 2  | 3  | 5 | 21  | 7 | 11 | - É-U: 5× Platine - NZ: Or - AUS: Platine | Need You Now              |
| 2010                                          | American Honey               | 1  | 25 | —  | —  | 1  | 50 | —  | — | —   | — | —  | - É-U: Platine                            | Need You Now              |
| 2010                                          | Our Kind of Love             | 1  | 51 | —  | —  | 1  | 61 | —  | — | —   | — | —  |                                           | Need You Now              |
| 2010                                          | Hello World                  | 6  | 58 | —  | —  | 4  | 70 | —  | — | —   | — | —  |                                           | Need You Now              |
| 2011                                          | Just a Kiss                  | 1  | 7  | 1  | 4  | 1  | 13 | —  | — | 78  | — | —  | - É-U: 2 × Platine                        | Own the Night             |
| 2011                                          | We Owned the Night           | 1  | 31 | —  | —  | 1  | 29 | —  | — | —   | — | —  | - É-U: Or                                 | Own the Night             |
| 2011                                          | Dancin' Away with My Heart   | 2  | 47 | —  | —  | 1  | 65 | —  | — | —   | — | —  | - É-U: Or                                 | Own the Night             |
| 2017                                          | You Look Good                | 8  | 4  | 59 | —  | —  | 8  | 99 | — | —   | — | —  | - MC: Or                                  | Heart Break               |
| 2017                                          | Heart Break                  | 22 | 15 | —  | —  | —  | 33 | —  | — | —   | — | —  |                                           | Heart Break               |
| 2019                                          | What If I Never Get Over You | 5  | 1  | 40 | —  | —  | 6  | 74 | — | —   | — | —  | - RIAA: Platine                           | Ocean (et Deluxe Edition) |
| 2019                                          | Ocean                        | 37 | —  | —  | —  | —  | —  | —  | — | —   | — |    |                                           | Ocean (et Deluxe Edition) |
| 2020                                          | What I'm Leaving For         | 39 | 39 | —  | —  | —  | —  | —  | — | —   | — |    |                                           | Ocean (et Deluxe Edition) |
| 2020                                          | Champagne Night              | 17 | 12 | 75 | —  | —  | 20 | 99 | — | —   | — |    |                                           | Ocean (et Deluxe Edition) |
| "—" signifie que le titre ne s'est pas classé |                              |    |    |    |    |    |    |    |   |     |   |    |                                           |                           |

#### Singles hors albums du groupe
| Année | Single            | Artiste              | Meilleure position | Album                  |
| Année | Single            | Artiste              | É-U AC             | Album                  |
| ----- | ----------------- | -------------------- | ------------------ | ---------------------- |
| 2007  | Never Alone       | Jim Brickman         | 14                 | Escape                 |
| 2015  | Something Better  | Audien               | —                  | Daydreams              |
| 2016  | Forever Country   | collectif d'artistes | —                  | —                      |
| 2020  | Who You Are to Me | Chris Tomlin         | —                  | Chris Tomlin & Friends |

#### Autres participations
| Année                                         | Single                  | Meilleure position | Meilleure position | Album                      |
| Année                                         | Single                  | É-U                | CAN                | Album                      |
| --------------------------------------------- | ----------------------- | ------------------ | ------------------ | -------------------------- |
| 2008                                          | I Was Here              | 124                | —                  | AT&T TEAM USA (soundtrack) |
| 2009                                          | Baby, It's Cold Outside | 103                | —                  | Country for Christmas      |
| 2010                                          | Love This Pain          | 93                 | 72                 | Need You Now               |
| 2010                                          | Ready to Love Again     | 72                 | 76                 | Need You Now               |
| 2010                                          | Our Kind of Love        | 80                 | —                  | Need You Now               |
| 2017                                          | Lay Our Flowers Down    |                    |                    | The Shack (Soundtrack)     |
| "—" signifie que le titre ne s'est pas classé |                         |                    |                    |                            |